# Mount Bouvier
Mount Bouvier (französisch Pic Bouvier) ist ein 2070 m (nach Angaben des UK Antarctic Place-Names Committee 2075 m) hoher, wuchtiger und hauptsächlich eisfreier Berg auf der westantarktischen Adelaide-Insel. Er ragt unmittelbar nördlich des Kopfendes der Stonehouse Bay im östlichen Teil der Insel auf.
Teilnehmer der Vierten Französischen Antarktisexpedition (1903–1905) des Polarforschers Jean-Baptiste Charcot entdeckten und kartierten ihn grob. Charcot benannte ihn nach dem französischen Naturforscher Eugène Louis Bouvier (1856–1944). Neuerliche Kartierungen erfolgten bei der ebenfalls von Charcot geleiteten Fünften Französischen Antarktisexpedition (1908–1910) sowie durch den Falkland Islands Dependencies Survey zwischen 1948 und 1950. Das Advisory Committee on Antarctic Names übertrug Charcots Benennung im Jahr 1951 ins Englische, dem sich das UK Antarctic Place-Names Committee am 8. September 1953 anschloss.